# 勃起不全
勃起不全（ぼっきふぜん、英: Erectile Dysfunction; ED）とは、男性の性機能障害（英: Sexual Dysfunction; SD）の一種であり、陰茎の勃起の発現あるいは維持ができないため、満足に性交の行えない状態をいう。また、日本性機能学会の定義によれば、通常性交のチャンスの75%以上で性交が行えない状態とされる。
平均的な呼称としては近年、ED（イーディー）が定着しており、それ以外には勃起機能障害（ぼっききのうしょうがい）、勃起障害（ぼっきしょうがい）、陰萎（いんい）などとも呼ばれる。

## 概要
勃起困難、硬度不足などのほか、勃起の維持も診断の基準となっており、性交の途中であるにも拘らず性交渉の完了まで充分な勃起を維持できない症状、いわゆる「中折れ」もEDである。
本症はかつてはインポテンツ (独: Impotenz) もしくはインポテンス (英: impotence) と呼ばれるのが一般的であった。しかしながらその定義は「性欲、勃起、性交、射精、極致感のいずれか1つ以上欠けるかもしくは不十分な物」とされていた。これは現在で言うところの性機能障害に相当する症状である。また、「インポ」は多分に侮蔑的な意味を含んでいるとも取られるため、現在の日本においてはその正確な表現として勃起不全、または英語の Erectile Dysfunction を略してED（イーディー）と呼ばれることが多い。
EDに悩む人は、加齢に伴い増加傾向にある。器質性のEDは50代以上に多く見られるが、機能性（心因性）のものは若年層にも多く見られる。2010年現在、日本を始めとする先進国では健康寿命が長い傾向があり、年齢が上がっても性交をしたいと考える老年者が増えてきたことも、近年EDが注目される要因とも考えられる。白井将文が住民基本台帳からの無作為抽出で調査し、1998年、アムステルダムにおける第8回国際インポテンス学会で発表したデータによれば、その罹患率は40代前半16%、40代後半20%、50代前半36%、50代後半47%、60代前半57%、60代後半70%、である。また、「成人男性の健康と性に関する調査委員会」の報告に拠れば、20歳から39歳という若年層の4.7%が勃起不全を訴えている。
かつては患者が非常に言い出しにくい症状であり、治療も困難であったが、後述する「バイアグラ」の出現以降、患者と医師が協力して、また同時に特にパートナー（妻）の助けも必要とせず、患者単体で治療に当たれる事から、患者もより積極的に治療に当たれる体制が整った。

## 性機能障害と勃起不全
勃起不全 (ED) は、しばしば性機能障害 (SD) と同一視されるが、SDは「性欲、勃起、性交、射精、オーガズムの一つでも欠けるか不十分なもの」と定義されており、EDはSDの一つに過ぎない。また、広義での男性不妊症と捉えられがちであるが、2010年現在は男性の体内からの精子採取による人工授精が可能であり、また、不妊症は「正常な性行為を一定期間続けても妊娠に至らない」ケースを指すため、正常な性行為を行い得ない本症は、厳密には男性不妊症には該当しない。

## 加齢と勃起不全
一般に年齢別に見た場合、若齢の群より老齢の群の方が、性行為自体の頻度は少なくなる。もちろん性行為の有無はEDを始めとする性機能障害のみが原因とも限らないが、テストステロンの合成はやはり老齢になると減少し、精巣にも若干の萎縮が認められ、海綿体平滑筋の充分な弛緩もままならなくなる。また、かつてキンゼイは結婚の期間と性交の回数の相関関係を指摘したが（すなわち倦怠期）、これを否定する説もある。
また、老人を対象に行われた性欲調査においてはおよそ80% - 90%の男性が性欲を「ある」としている。特に1973年 - 1985年に日本において老人クラブ員の60歳以上の男性を対象に行われた調査では、性欲を持つ者が90%内外、まさしく性行為を望む者が42.1% - 60.4%、となっており、性欲そのものについては老いてもなお持ち続け得るものであると言える。なお、老齢の女性も老人性膣炎、膣萎縮症、また子宮の萎縮によるオーガズム時の痛みなどにより性交渉が困難となる場合が見られるが、エストロゲンなどの投与により改善の可能性がある。

## 分類

### 機能性（心因性）勃起障害
解剖学的に勃起機能に異常は無いが、何らかの心理的要因などにより満足な勃起ができない状態。

### 器質性勃起障害
勃起に関わる各神経、組織、血管系（血管性勃起障害、具体的には海綿体にまつわる動脈・静脈の狭窄、閉塞、またはその為の筋肉の弛緩異常）、或いは陰茎自体の異常（陰茎性）などの解剖学的な問題、もしくは内分泌障害によって満足な勃起を得られない状態。陰茎折症や脊髄損傷などの各種外傷、手術、及びそれらの後遺症によることもある。

### 混合性勃起障害
機能性勃起障害、器質性勃起障害が混在している状態。

### 薬剤性勃起障害
一部の薬剤の副作用として、勃起障害が見られる場合がある。循環器系薬剤(アドレナリン作用薬等)、一部の抗うつ薬または向精神薬(抗コリン作用)のほか、なんらかの形でテストステロンを抑制する薬剤、または一部のホルモン剤や高プロラクチン血症も、勃起障害を起こし得る。

## 危険因子
罹患率は年齢に比例して上昇し、明らかな外傷などによるもの以外の原因としては高血圧、動脈硬化、男性更年期障害（ホルモン異常）、ビタミンD欠乏が考えられている。その他、糖尿病、心疾患、末梢血管障害、多発性硬化症、うつ病、腎機能障害などの慢性疾患が原因となる場合や、タバコの影響も懸念され、またアルコールは短期的な影響だけではなく、量が過ぎれば長期的に勃起に悪影響を及ぼす虞がある。すなわち、概して生活習慣病（成人病）の予防はED対策に効果的であると言える。その他、長時間の自転車運転などで、会陰部の血管や神経を長時間圧迫する行為も危険とされる。
なお、前立腺肥大に伴うその除去手術の場合、症状と術式によって一概には言えないが、現在は昔ほど乱暴な手術は行われることはなく、例えば内視鏡を用いた「経尿道的前立腺切除術」であれば、勃起不全の発症率は10%未満と見込まれている。また直腸癌の手術においては、自律神経を温存し得たケースに関しては勃起不全が17%、射精障害が20%にとどまったのに対し、拡大郭清にまで至ったケースにおいては勃起不全が66%、射精障害は100%にまで達する。また、心因性のものとしては精神的なストレス、性に対する誤った教育環境、失業などによるストレス、性行為に対する自信喪失、特に新婚初夜での性行為の失敗が原因となる新婚勃起障害（後述）、また、時としてホモセクシャルなどが挙げられる。また近年では、テクノ症候群に伴うEDも注目されている。

### 新婚性勃起障害
結婚後、器質（心因）的、機能的に明らかな異常がないにも拘らず、充分な性交渉を行えないものを新婚性勃起障害、または新婚インポテンス（この場合は性機能障害）とする。この場合、男性側ではなく女性側に原因が求められるものがある。本稿ではこの内、新婚性勃起障害について述べる。なお、結婚後一度も性交渉（膣への陰茎の挿入）が無い場合を指して未完成婚と言われる。
新婚性勃起障害は、婚姻直後からED状態、すなわち夫婦間の性交渉が行われない状態となるため状況は深刻であり、『内分泌疾患 精機能障害』によればサンプルは少ないものの、27.6%が離婚または離婚訴訟、或いは別居状態に陥っていた。また、患者の結婚の様式は見合い結婚が25例、恋愛結婚が4例とされており、患者のほとんどが見合い結婚である。初婚年齢は一般より高く、また、童貞であった率が62.5%であった。また、『性機能障害と未完成婚』によれば、性機能障害全般における調査の内、婚姻形態が明らかなケースでは、恋愛結婚16例、見合い結婚65例であった。なお、104例の性機能障害中、83例が勃起不全であった。
また、1987年に行われた調査では「性機能障害」300例中のうち、一人息子が117例、長男が78例に上っていた。さらに末子が70例見られ、以上が全体の88.7%を占める。
多くの場合、その発端は心因性のものと疑われ、結婚に伴う各種のストレスや環境変化、夫、妻、もしくは夫婦双方の性的な無知や未熟などがその原因と考えられている。しかしながら、対応を誤ると結婚初期の性交渉の失敗の原因を誤解し、さらには妻や親の不適切な対応やそれに対する気遣いなどで症状はさらに悪化し、自身が性的不能者であると言う自己暗示に陥ってしまう危険性さえある。失敗に対する誤認識としては例えば陰茎のサイズや包茎など、あるいは腰痛や過去の外傷などが挙げられる。妻の不適切な対応としてもやはり以上の様な誤認識をもとに夫婦が揃ってこの症状に対してのアプローチを間違っている場合があるほか、夫を性的不能者と決めつけてしまうケースも見られるとされる。

## 診断
上記危険因子を踏まえた上での問診が行われる。IIEF（国際勃起機能スコア）は15項目あり、外来での問診には適していないことから、IIEF5が用いられることが多い。また、エレクチオメーターなどの特殊な装具を用い、睡眠中に性衝動によらない自然勃起（夜間睡眠時勃起現象）が起こっているかを測定する夜間陰茎勃起測定がある（後述）。勃起障害が心因性のものであるのか、器質性のものであるのかの鑑別に非常に有用である。
また、陰茎に造影剤を注入した後のX線撮影や、アイソトープを用いて陰茎に流入する血液量を検査するなどの血管系の検査、その他神経系の検査、後述する塩酸ペパリンまたはプロスタグラジンE1の陰茎海綿体注入によるスクリーニングテストなども行われる。

### 夜間陰茎勃起測定
2010年現在、夜間陰茎勃起測定法として、日本では以下の物が用いられている。

#### 陰茎硬度周径連続測定装置
陰茎硬度周径連続測定装置（レジスキャンまたはリジスキャン、RigiScan(1985) / RigiScan-Plus(1994)）では、本体に接続された2つのリングを陰茎の根本及び亀頭下部に装着し、夜間の陰茎の動きを詳細に測定、記録する。受動的な測定だけでなく、リングを能動的に締め付けて陰茎の反応を見ることもできる。更に同時に睡眠中の脳波や心電図他を測定する終夜睡眠ポリグラフなどがある。ただし正確な診断を行うためには入院して3夜連続で測定を行う必要がある。

#### エレクチオメーター
エレクシオメーターとも。陰茎に巻かれる巻き尺状のものであり、就寝中の勃起で陰茎がどの程度太くなったかを測定できる。陰茎径が2cm以上増えていれば正常と判断される。

#### スナップゲージ
スナップゲージ (Snap-gauge) テストでは、就寝前の陰茎に切断に要する強度が10オンス、15オンス、20オンスの3本のプラスチックフィルムと、それに一体化したマジックテープを巻いておき、どのフィルムまで切れるかで勃起の強度を判断する。3本全て切れていれば正常とされる。

#### スタンプテスト
陰茎に5枚綴りの切手を巻いて就寝し、起床時にミシン目が切れているかどうかを測定する。測定はあくまで簡易的なものであり、また、十分な勃起が得られなくとも、例えば寝返りなどで切れてしまうこともあるため、これのみを用いて有意義な診断を下せる性質のものではない。だが、患者に自身の勃起機能に一定のものがあるとの認識を与え、自信を付けさせる意味で用いられることがある。

## 勃起不全と死のリスク
男が勃起をするには基本的に性的刺激が必要であるが、勃起の瞬間、陰茎の中には一酸化窒素が発生する。しかし内臓脂肪蓄積・耐糖能異常・高脂血症・高血圧など、生活習慣病状態の男性では一酸化窒素が発生しにくくなる。また陰茎は血管と同じ平滑筋という筋肉のかたまりであるが、生活習慣病になるとその筋肉も障害される。勃起しない、勃起が弱いということは、血管を含めて身体のどこかに異常があるということであり、勃起不全は早死にの元であると言える。つまり健康的な身体を保てば、勃起機能はいつまでも衰えない。加齢に伴い男性ホルモン（テストステロン）が低下することにより、男性はさまざまな不調に見舞われる。加齢男性性腺機能低下（Late Onset Hypogonadism：LOH）症候群と言うが、骨粗しょう症、筋力低下、認知力低下や、内臓脂肪蓄積・耐糖能異常・高脂血症・高血圧による動脈硬化・心筋梗塞・脳卒中、排尿障害、鬱症状が出現し、男性にとって大変重要な性機能（性欲・勃起・射精）も障害される。

## 治療
日本では、検査・治療薬ともに自由診療であったが、2022年（令和4年）4月1日から、医療機関で「勃起不全による男性不妊症」と診断されると、一部の治療法が健康保険適用になった。機能性（心因性）のものについては、専門医によるカウンセリングも行われる。

### 投薬治療
一時的に勃起を維持させる効能のある薬品としては、下記のものが知られている。いずれも厚生労働省の承認を取得した処方薬で、薬価基準未収載。また、機能性（心因性）のものについては、症状に応じた薬剤が処方される。
- テストステロン - 原因がLOH症候群の場合。すなわち血中遊離型テストステロン濃度を測定し、異常低値を示す症例では男性ホルモンを補う補充療法(ART)を行う。前立腺癌細胞の発育を助けるほか、造血機能や各種の代謝に影響があるため、投薬には慎重を要する[27]。
- トラゾドン - デジレル（ファイザー）、レスリン（オルガノン）。セロトニン遮断再取り込み阻害薬（SARI）に属する薬で、もともとは抗うつ剤。副作用として持続的勃起がおこるケースがあり、 クエン酸シルデナフィル登場までは勃起改善薬として用いられた。この薬で持続的勃起が起きるメカニズムは未解明。
- クエン酸シルデナフィル - バイアグラ。1999年発売（ファイザー）、2022年に男性不妊症に限り保険適用。7-8割のケースで有効とされる[28]。
- バルデナフィル - レビトラ。2004年発売（バイエル薬品）。
- タダラフィル - シアリス。2007年発売（イーライリリー・日本新薬）、2022年に男性不妊症に限り保険適用。長期間作用型。

日本での薬剤費の高さを嫌って、ECサイトでの個人輸入も行われているが、2008-2009年に実施された調査では55.4%が偽造品であった。2016年の調査では流通する70製品のうち、28商品が偽造品であった。偽造品には有効成分が全く含有されない製品や、有効成分が日本の3倍含まれる製品、血糖降下剤が混入した製品などがあり、内服した男性が低血糖症や意識混濁で病院に救急搬送されるケースもある。また青いチョークを削っただけの製品や、覚醒剤など違法薬物が入った製品も流通されている。
厚生労働省の承認を取得していない処方薬としては、アバナフィルを有効成分としたステンドラがある。アバナフィルの開発を最初に手掛けていたのは日本の製薬会社である田辺三菱製薬だったが、最終的にはアメリカのヴィヴァス社へ権利が委譲され、初の日本国内産ED治療薬の誕生とはならなかった。

### 手術による治療

#### 血管性勃起障害
血管性勃起障害の場合にはその改善手術が行われる。原則的には陰茎への血液流入量が不足している動脈性勃起障害の場合は流入量を増加させ、流入量が充分にもかかわらず満足な勃起が得られない場合(なんらかの原因で海綿体平滑筋の弛緩不足が発生する場合など)は静脈の結紮や塞栓などで流出量を減少させることになる。
動脈硬化症などでは、人工血管置換術やバイパス手術などで、その回復が試みられる。
日野原、井村(2008)では、動脈性勃起障害に対する血行再建術として、下腹壁動脈を陰茎背動脈に吻合する身カール法、同じく下腹壁動脈を深陰茎背静脈に吻合し静脈を動脈化するファーローフィッシャー法、両者を併用するハウリ法が紹介されており、勃起の快復率は 80% - 98%とされている。
また、静脈性勃起障害の治療として静脈を結紮した場合、術後に残された静脈系からのリーク(漏れ)が徐々に拡大し、高い頻度で勃起不全が再発すると報告されている。

#### プロテーゼ法
いわゆるインプラントの一種として、陰茎海綿体にシリコーンの心棒（陰茎プロステーシス）を埋め込む術式もあり、1966年にBeheriによって報告された。2008年現在、日本で厚生労働省の認可を受けたものは、インフレータブル（IPP）タイプが1種類、ノンインフレータブル(NIPP、セミリジッド)タイプが2種類である。
機構が陰茎内に収まる固定式のものがNIPPタイプで、シリンダー状の構造を持ち必要時にのみタンクからシリンダーに液体を移送、勃起状態に移行できる膨張式のものがIPPタイプである。IPPタイプの場合はシリンダーを駆動する液体やポンプは下腹部に埋め込まれる。有効率は95%程度とされ、NIPPタイプであれば、場合によっては日帰りでの手術も可能である。性交は4 - 6週間後から可能であるが、2ヵ月後からとする資料もある。ただしいずれのものも手術によって体内に異物を挿入することに伴うリスクが発生する上、その挿入によって陰茎海綿体が破壊されるため、他の治療に移行する余地は少ない。従って最後の手段といってもよく、施術に際しては慎重な検討が必要とされる。また何らかの原因で再手術が必要とされるケースは5.1% - 8.8%程度である。

### 血管作動性薬剤陰茎海綿体注射
陰茎海綿体に末梢血管作動薬を直接注射し、いわば機械的に陰茎を勃起させる治療で、陰茎や血管系に解剖学的な問題のないケースであれば効果が期待できる。注射後30分 - 60分程度、勃起を継続させることが可能。2008年現在日本国では自己注射は未承認であるためが、看護師の指導のもとでこれが行われる場合もある。80%のケースにおいて改善が認められ、この手法でリハビリを行えば、患者の自信の回復や海綿体の血管の機能改善により、勃起の回復も期待できる。主に使用される薬剤は2種類ある。
プロスタグランディンE1 / PGE1海綿体平滑筋と螺行動脈平滑筋を弛緩させることで陰茎を勃起に導く。比較的高価であり、若干の陰茎痛を伴う。血圧低下、嘔吐、めまいなどの副作用が出る為、慢性疾患を持つ患者への適用は慎重さが求められる。
パパベリン比較的安価ではあるが、持続勃起症と海綿体の繊維化、硬結の副作用が見られる。代謝されにくく、PGE1より持続勃起症が多く見られる。
また、この2種の混合のほか、フェントラミンを混合するケースも見られる。なお、PGE1の場合でも1.3% - 2.0%で4時間以上の勃起が見られる。この場合には速やかに医師の診察を受ける必要がある。この際には各種薬剤による治療、陰茎への穿刺による血液の吸引、バイパス手術などが行われる。持続勃起症#治療も参照。
なお、高濃度のPGE1を尿道内に注入して勃起させる治療法もあるが、有効率が43% - 71.2%と低い上に副作用が見られたため、現在はあまり用いられていない。また、ニトログリセリンを局所投与することでも改善が期待できる。ただし頭痛等の副作用がある。

### 体外陰圧式勃起補助具 (external vacuum device,EVD)
陰茎を収めるシリンダーとポンプで構成された陰圧式勃起補助具により、陰茎を強制的に勃起させた状態で根本をリングなどで締め付け、勃起状態を維持する療法である。外的な力、すなわち陰圧（ポンプによる吸い出し効果）により機械的に勃起させるため、多くのケースで適用が可能であり、また、他の治療法に比べ概して副作用や危険性が少なく、リハビリテーション効果も期待できるため、第一選択肢として有力である。なお、過度の陰圧をかけてしまわない様に、安全弁などが用意されている。使用には若干の慣れが必要であり、医師の指導のもとで訓練を行うことが望ましい。有効率は74%との報告がある。だが、性行為のムードを損なう、陰茎に違和感を覚えるなど、患者側からの不満も大きいともされる。
なお、血流が阻害されるため、連続使用時間は30分まで。陰茎の根本が締め付けられているため、射精の阻害、或いは射精時の若干の不快感を伴う。また、睡眠薬やアルコールなどとの併用は好ましくない。また、抗凝固剤を服用中である場合やその他皮下出血を起こす可能性のある患者に用いることはできない。
日本国内では2010年現在、快生薬研社製の「VCD式カンキ」と米ベトコ社製のものが許可されているが、購入は保険適用外であり、医師による処方箋は必要ない。

### 心理療法
心因性のものであれば心理療法が行われる。様々なケースがあるため一概には言えないが、勃起不全の治療のためには、誤った性知識を是正することや、ストレスや不安の排除などが試みられる。

### 食生活など
普段からテストステロンを増加させる作用のある食べ物を摂ることも大切である。にんじん、山芋、玉ねぎ、にんにくなどが効果的であり。地中海料理もテストステロンを増やす作用があるようである。抗酸化作用のあるサプリや食べ物を摂ることも大切であり、にんじん、かぼちゃ、トマト、ブロッコリー、キャベツ、大豆、にんにく、ショウガ、果物（温州みかん、ブドウ、ブルーベリー、りんご）、唐辛子、わさび、スパイス、エビやカニ、ナッツ類、緑茶、はちみつ、発酵食品などが該当する。酸化作用の強いファストフードなどを食べ続けることは避けなければならない。さらに、男性の下半身に良いサプリメントは、亜鉛、コエンザイムQ10、ビタミンB群、ウコン（クルクミン）、レスベラトロールなどが挙げられる。
軽いジョギングなどの運動療法もテストステロンを増加させるにはプラスになる。

### 健康補助食品
大阪府立公衆衛生研究所は2012年に強壮効果を標榜する健康食品、9検体の成分分析を行い6検体から医薬品成分或いは医薬品類似成分が検出されたと報告した。検体によっては違法に医薬品成分が添加され、また医薬品の承認基準を上回る成分が検出され死亡例を含む健康被害の報告がある。

## その他
EDの程度は軽症（たまに勃起できない）、中等度（勃起が充分でなく、時々性交ができない）、完全型（勃起しないため常に性交できない）に分かれる。
なお、人間以外の動物でも繁殖用の犬や馬などで稀に同様の症状が確認される。過去に知られるところでは輸入種牡馬のセントクレスピンが勃起できなくなり、種牡馬生命の危機に陥った事がある。
サザンオールスターズの桑田佳祐が2016年に発売したシングル「ヨシ子さん」にEDMをもじってEDが登場し、『“いざ”言う時に勃たないヤツかい?』という歌詞が登場する。
ED治療薬の服用にあたっては、性行為のタイミングだけでなく食事の影響も考慮する必要があるが、ある調査では、これら双方を適切に考慮して服用していると回答した者は全体の29.5%にとどまった。